# École polytechnique universitaire de Sorbonne Université
Die École polytechnique universitaire de Sorbonne Université (Polytech Sorbonne) ist eine französische Ingenieurhochschule, die 1983 gegründet wurde.
Die Schule bildet Ingenieure in hohen Sektoren aus: Agribusiness, Elektronik und Computer, Angewandte Mathematik und Computer, Werkstoff, Robotik, Geowissenschaften, Maschinenbau.
Polytech Sorbonne befindet sich in der Stadt Paris und ist eine öffentliche Hochschule. Die Schule ist ein Mitglied der Sorbonne Université.